# أولاد عبد الكريم (الرميلة)
أولاد عبد الكريم هي إحدى مشيخات المملكة المغربية، تتبع جغرافيا لإقليم بولمان وإداريًا لالرميلة. يقدر عدد سكانها بـ 2603 نسمة حسب الإحصاء الرسمي للسكان والسكنى لسنة 2004.